# Henoticus mycetoecus
Henoticus mycetoecus is een keversoort uit de familie harige schimmelkevers (Cryptophagidae). De wetenschappelijke naam van de soort werd in 1929 gepubliceerd door Park.